# Zonas proibidas

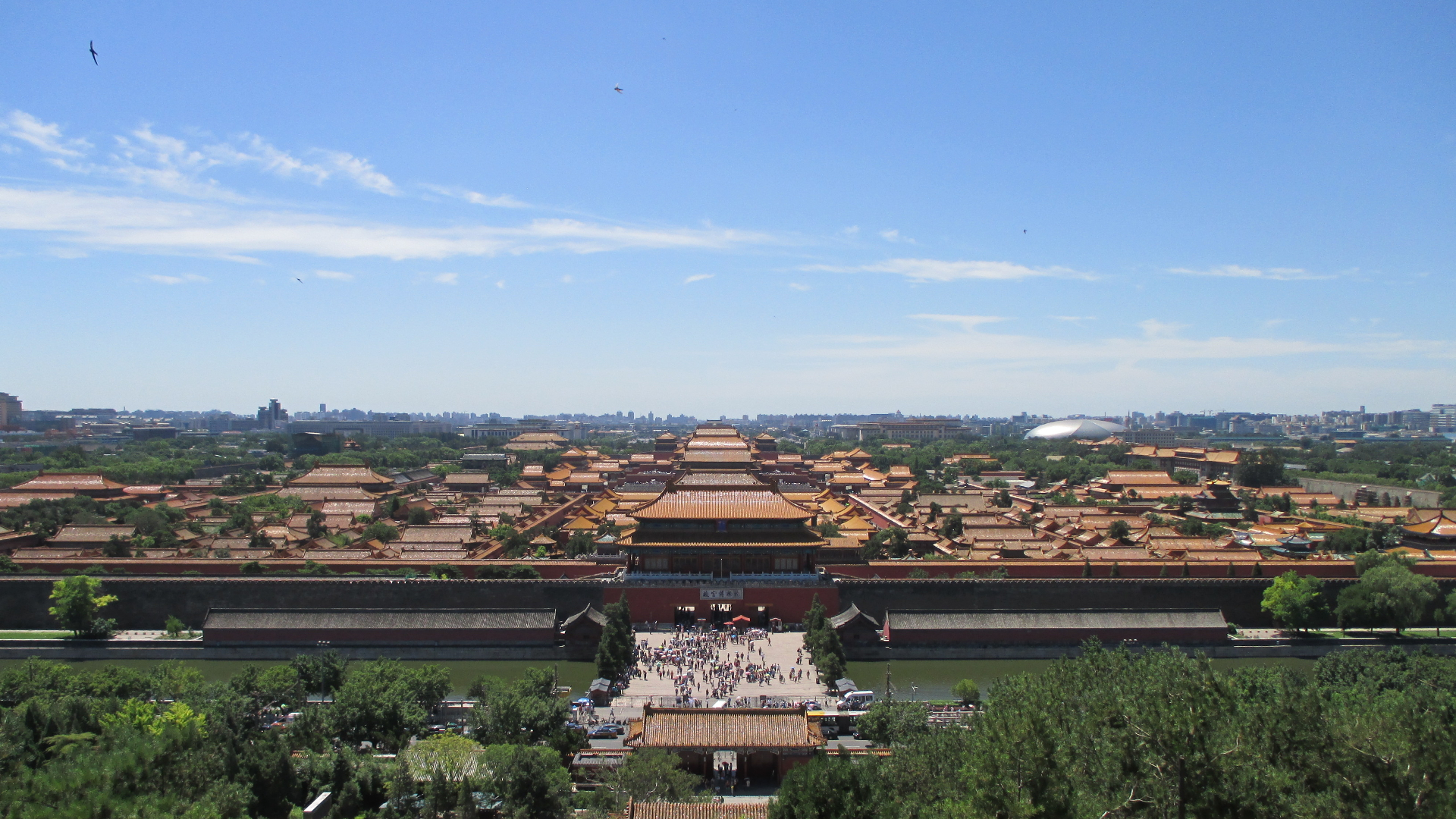
A Cidade Proibida em Pequim foi residência dos imperadores chineses e suas famílias e centro cerimonial e político do governo chinês durante mais de 500 anos.

Uma zona proibida ou área proibida  (do inglês no-go zone) é um bairro ou outra zona geográfica onde alguns ou todos os forasteiros estão fisicamente impedidos de entrar ou podem entrar com risco. O termo inclui zonas de exclusão, que são áreas oficialmente mantidas fora dos limites pelo governo, tais como zonas fronteiriças e zonas de exclusão militar. Inclui também áreas detidas por  actores violentos não estatais, tais como organizações paramilitares, de crime organizado e  terroristas.  
Em alguns casos, estas áreas têm sido detidas por organizações insurgentes que tentam derrubar o governo, tais como a Free Derry, uma área na Irlanda do Norte que foi detida pelo Exército Republicano Irlandês de 1969 a 1972. Noutros casos, as áreas coexistem simplesmente ao lado do Estado; um exemplo é Kowloon Walled City, uma área em Hong Kong essencialmente governada por organizações de tríades desde os anos 50 até aos anos 70.
No século XXI, o termo tem sido mais frequentemente utilizado para se referir a áreas que a polícia ou os trabalhadores médicos consideram demasiado perigosas para entrarem sem pesadios reforços . Funcionários do governo,  políticos,  jornalistas e pessoas comuns de vários países europeus, incluindo França  e Alemanha utilizaram o termo para descrever bairros dentro do seu próprio país. Este uso do termo é controverso, gerando um debate significativo sobre quais as áreas, se as houver, que estão verdadeiramente fora dos limites da      polícia.

## Zonas proibidas na História

### Cidade murada de Kowloon

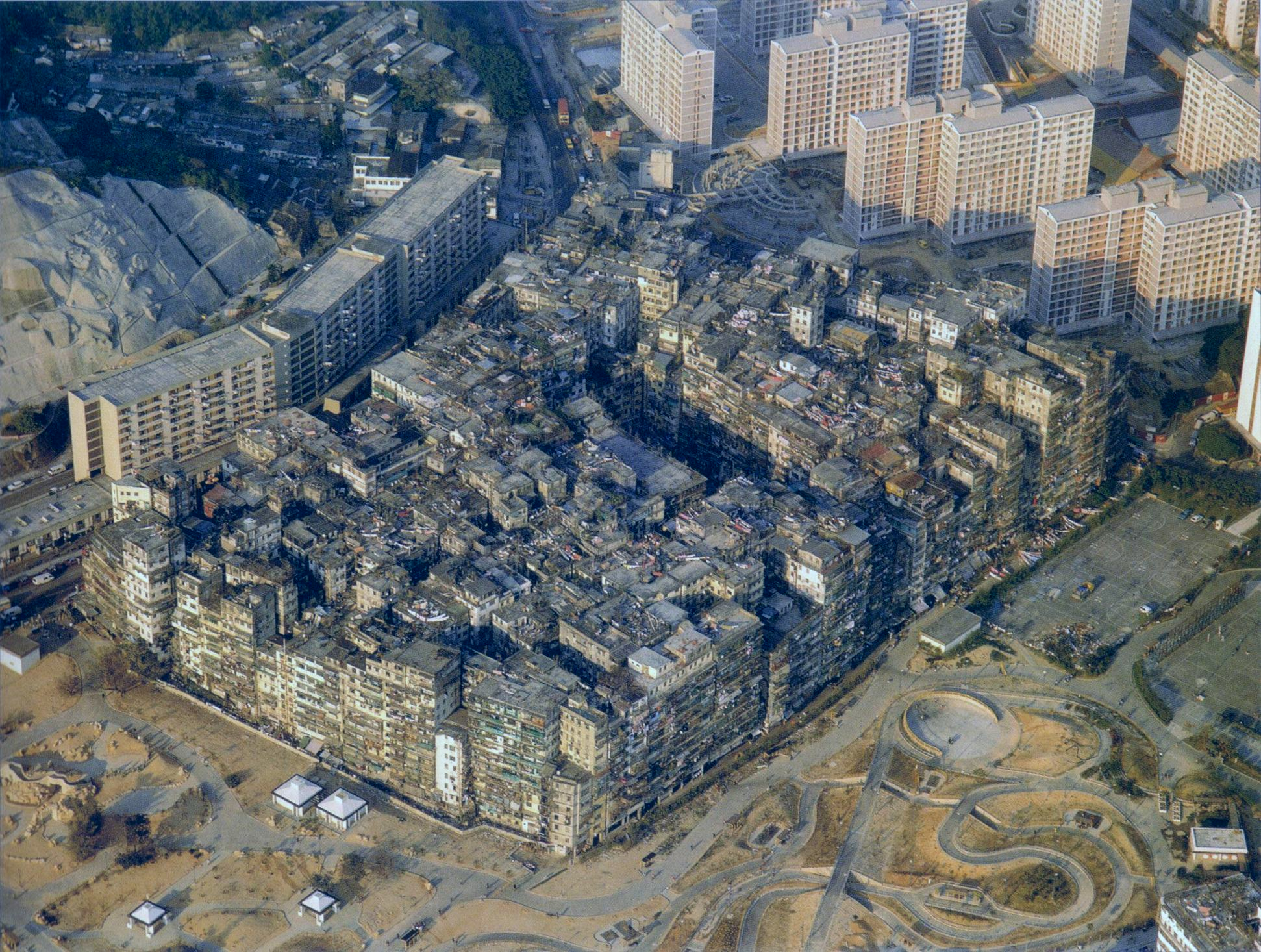
A cidade murada de Kowloon em 1989.

Sem nenhuma fiscalização dos governos chinês ou britânico, exceto por algumas incursões da  Polícia de Hong Kong, a  cidade murada de Kowloon, um enclave chinês,   tornou-se um paraíso para o crime e as drogas. 
A partir da década de 1950, grupos da Tríade, como o  14K  e  o Sun Yee On,  dominaram os incontáveis  bordéis,  casas de jogo  e  antros de ópio  da Cidade Murada .  A Cidade   tornara-se um refúgio tão bom para os criminosos que a polícia só se aventurava nela em grandes grupos.
Foi apenas durante um julgamento de 1959 por um assassinato ocorrido dentro da Cidade Murada que o governo de Hong Kong foi considerado tendo jurisdição em Kowloon. Nessa época,  a Cidade Murada era praticamente governada pelos sindicatos do crime organizado, as Tríades. 
Em 1994 toda a área acabou convertida num parque.

### Irlanda do Norte

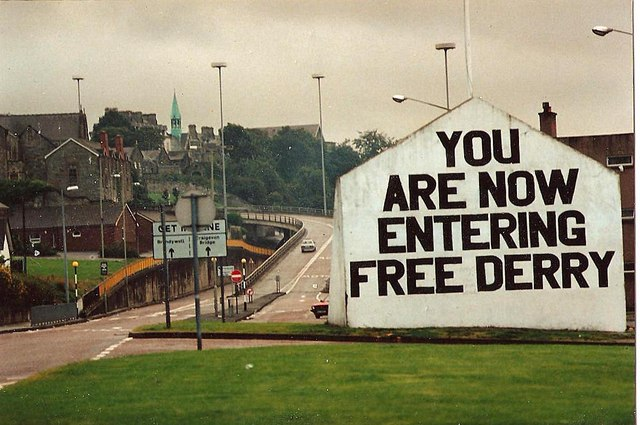
O mural que marcava a entrada da Free Derry.

Durante  o conflito da Irlanda do Norte,  o termo no-go zone  foi aplicado às suas áreas urbanas onde o  Royal Ulster Constabulary  (RUC) e  o Exército Britânico  não conseguiam agir abertamente.  Entre 1969 e 1972,  bairros irlandeses  nacionalistas/republicanos  em Belfast  e  Derry  foram fechados com barricadas pelos residentes.   As áreas eram policiadas por vigilantes e pelas  facções oficiais  e  provisórias  do  Exército Republicano Irlandês  (IRA) que operavam abertamente. A área proibida mais notável foi chamada de  Free Derry.
A existência dessas áreas foi um desafio à autoridade do governo britânico. A 31 de Julho de 1972, o exército britânico demoliu as barricadas e restabeleceu o controlo na Operação Motorman.  Foi a maior operação militar britânica desde a Crise do Suez.  Embora as áreas já não estivessem barricadas,  as forças de segurança britânicas continuavam a ter dificuldade em operar e eram regularmente atacadas.  Como resultado, entraram apenas em colunas blindadas e em certas circunstâncias, tais como raides a casas. Barricadas nas áreas interditas em vários povoados da região foram novamente criadas por amotinados nacionalistas e republicanos quando a violência, apoiada por paramilitares republicanos, irrompeu após o desfile da Ordem de Orange de Drumcree em Julho de 1997, poucos dias antes do segundo e último cessar-fogo provisório do IRA. A RUC e o exército britânico foram forçados a retirar-se debaixo de fogo de vários bairros de Belfast.  A presença da polícia nestas áreas permaneceu controversa até aos anos 2000, uma vez que o principal partido político republicano, o Sinn Féin, se recusou a apoiar a polícia. Em 2007, contudo, o partido votou a favor do novo Serviço de Polícia da Irlanda do Norte (PSNI).  Em Julho de 2007, o Ministério da Defesa britânico publicou Operation Banner: An analysis of military operations in Northern Ireland, que avalia o papel do Exército no conflito da Irlanda do Norte; o documento reconhece que, já em 2006, ainda existiam "áreas da Irlanda do Norte fora do alcance dos soldados".

### Cidade Proibida em Pequim
A  Cidade Proibida  foi o palácio do  Imperador da China  desde a  Dinastia Ming  até o final da  Dinastia Qing.   Por quase 500 anos, foi o lar dos imperadores e suas famílias, bem como o centro cerimonial e político do governo chinês.  A construção  durou mais de 14 anos e usou mais de um milhão de trabalhadores.   
Na década de 1410, foi o imperador Ming Yongle  (1403-24) que moveu a sua corte de Nanjing para Pequim, para a qual concebeu um grande plano. A Cidade Proibida, cercada por um muro exterior , continha no seu interior uma  série de edifícios,  que incluiam os diversos ministérios,  e uma série de portões e barreiras, cobrindo mais de 72 hectares e possuindo mais de 900  quartos. Foi concebida a uma escala monumental, de modo a inspirar temor não só aos súbditos da China, mas também aos povos tributários que viviam ao longo das extensas fronteiras do território. 

## Alegadas zonas proibidas na atualidade

### Europa
Nos séculos XX e XXI, há debates sobre a existência e a importância de alegadas  "zonas proibidas" em vários  países da Europa Ocidental .  Certas áreas de cidades na Europa Ocidental que são chamadas de "zonas proibidas" são a maior parte das vezes habitadas por  muçulmanos  imigrantes  de  África  e de países árabes do sudoeste da Ásia, não integrados. Tal tipo de zonas são conhecidas por diversas designações, tais como "áreas vulneráveis" na Suécia. ou "zonas urbanas sensíveis" (ZUS) em França.

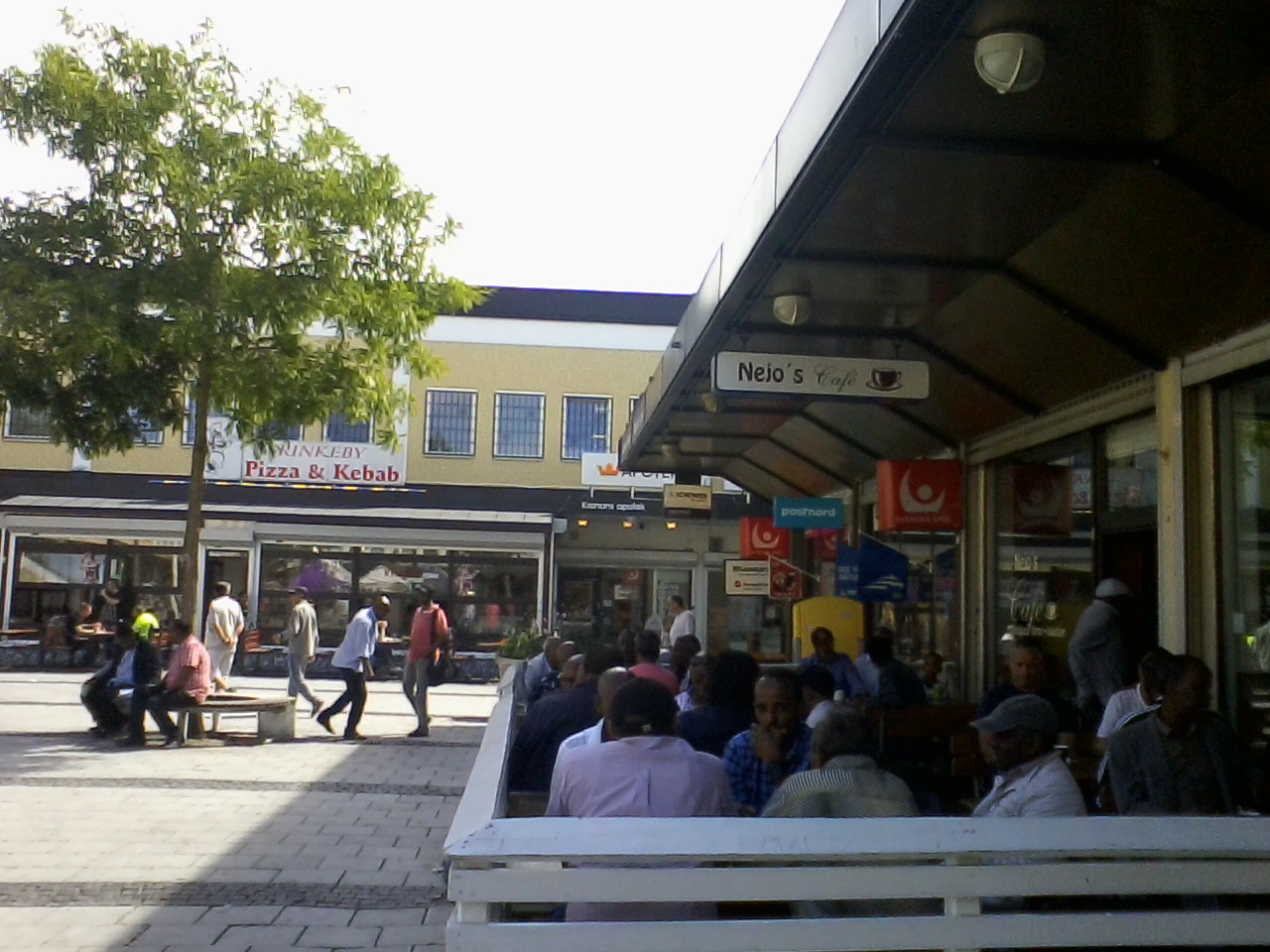
A esquadra de polícia de Rinkeby, na Suécia, foi fechada em 2014. Uma nova esquadra deveria ter sido construída, mas nenhuma construtora aceitava a obra por não existir segurança. Por fim, a nova esquadra foi inaugurada em Setembro de 2020.

O grau de inacessibilidade de tais zonas apresenta diversas graduações, variando por vezes de acordo com o país de origem dos imigrantes. Daniel Pipes, que visitou algumas dessas áreas, sem problemas excepto em Marselha, nota que civis não-muçulmanos geralmente podem entrar em áreas de maioria muçulmana sem receio, desde que não mostrem claramente pertencer a certos grupos: judeus com quipás, sacerdotes, gays. A esses primeiros grupos, porém,  a ativista de direitos humanos Hirsi Ali acrescenta mais um, o mais importante em números e muitas vezes negligenciado: as mulheres.
Após os  ataques de Paris em 2015  , o  município de Molenbeek  em  Bruxelas, Bélgica,   foi descrito por  Brice De Ruyver, um conselheiro de segurança do primeiro-ministro  Guy Verhofstadt  , como uma "zona proibida", onde jovens com pouca instrução,  atraídos pelo pequeno crime,  acabam em conflito com a polícia e são recrutados por grupos radicais.. Molenbeek  é uma das áreas mais pobres do país, em 2015 com uma taxa de desemprego de 30% .  Outros acadêmicos, comentaristas, jornalistas e residentes contestam a descrição de Molenbeek como zona proibida.
Na Alemanha, em conexão com  o caso das agressões sexuais no Ano Novo de 2016 em Colónia e noutras mais cidades, a vereadora Judith Wolter do movimento anti-islâmico de oposição Pro Köln afirmou  em 2016, que algumas áreas da cidade podem ser perigosas não só para os turistas mas também para os residentes locais, e as autoridades aí não podem garantir a segurança.  Ela recomendou especialmente às mulheres que evitassem certas partes da cidade.  
Em Julho de 2015, um relatório  confidencial da polícia de Duisburg sobre a crescente impotência dos policiais diante de gangues criminosas e clãs familiares alimentou ainda mais a discussão sobre vácuos legais em partes da Renânia do Norte-Vestfália. Segundo o documento, existem bairros em que as gangues já ocuparam ruas inteiras. Moradores e empresários são intimidados, as linhas de elétricos tornam-se pesadelos à noite e as mulheres policiais, em particular, são confrontadas com um alto grau de agressividade e desrespeito.
Dois anos após o caso do Ano Novo em Colónia, a então Chanceler Angela Merkel teve finalmente de admitir que existiam zonas proibidas na Alemanha: "(...) áreas onde ninguém se atreve a ir" e acrescentou: "Existem tais áreas e é preciso chamá-las pelo seu nome e fazer qualquer coisa a seu respeito". 
Tais zonas têm dois pontos em comum: baixos rendimentos e um grande número de imigrantes provenientes de países de maioria muçulmana. Nelas se vive a progressiva, lenta e silenciosa erosão dos direitos da mulher  e o seu desaparecimento dos espaços públicos, ou  por serem habitualmente perseguidas e assediadas, ou por  viverem em casa, longe das vistas, ou porque conseguiram mudar-se para outros locais.

### Israel

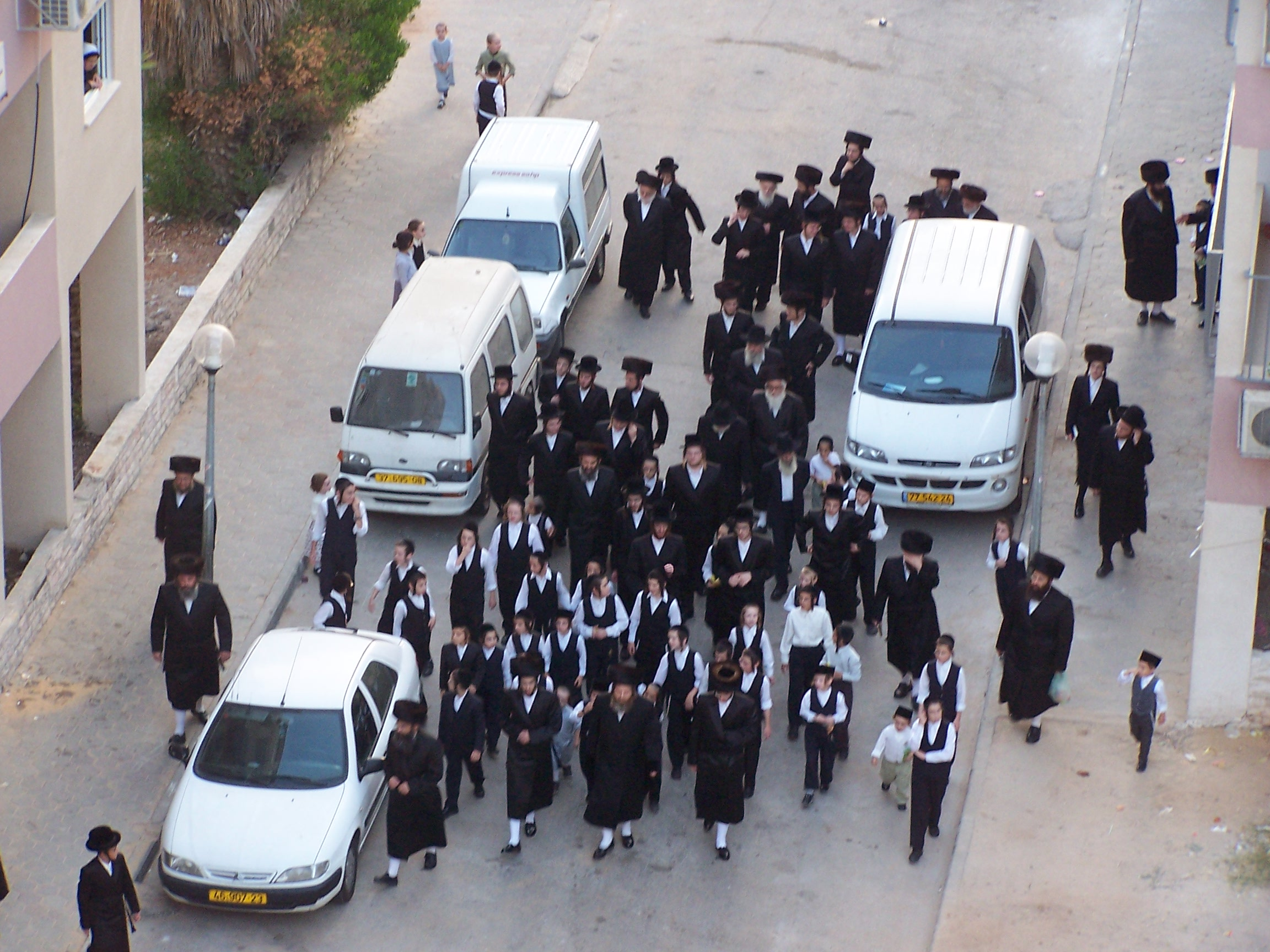
Haredim dirigindo-se à sinagoga. (Rehovot, Israel, 2004)

Em Israel, os judeus ultra-ortodoxos conhecidos como os haredim entram frequentemente em choque não só com israelitas seculares mas também com os crentes de  outros ramos do judaísmo. 
Os  haredim compreendem cerca de 7 a 12 por cento da população judia em Israel. Usam um vestuário específico e bem reconhecível, têm uma vida comunitária intensiva dentro dos seus verdadeiros enclaves, são antissionistas e  empenham-se a fundo no estudo das escrituras judaicas, principalmente o Talmud. São por vezes chamados de "taliban judaicos", praticando a segregação de género. 
As semelhanças  entre o fundamentalismo haredim e o fundamentalismo islâmico saltam à vista. Considerando-se a si mesmos como os autênticos crentes, os haredim usam de violência, verbal e mesmo física, contra todos os que no seu ver desrespeitam as suas superiores crenças: reformistas, conservadores, seculares, patologistas, arqueólogos, jornalistas e fotógrafos, policiais, mulheres com vestuário "impróprio" e assim por diante. Os haredim pretendem impor o seu modelo de vida não somente aos seus, mas a todos os que penetram no seu "território", ou mesmo se encontram fora dele. 